# نزل بيتس (مسلسل)
نزل بيتس (بالإنجليزية: Bates Motel) هو مسلسل دراما تلفزيوني من تطوير كارلتون كيوز وكيري إيرين وأنتوني سيبريانو، تعرضه شبكة A&E الأمريكية.
المسلسل هو «برقول معاصر» لفيلم الإثارة سايكو (1960) للمخرج ألفريد هتشكوك، حيث يعرض حياة نورمان بيتس وامه نورما بيتس قبل أحداث الفيلم. البلدة التي تقع فيها أحداث المسلسل هي بلدة خيالية في العصر الحالي تدعى «وايت باين باي» في أوريغون، على عكس الفيلم الذي يقع في «فيرفيل، كاليفورنيا» في منتصف القرن الماضي. المسلسل يبدأ بعد وفاة زوج نورما، حيث تشتري نزل في بلدة ساحلية في أوريغون حتى تبدء هي وابنها حياة جديدة.
صور المسلسل في ألدرغروف، كولومبيا البريطانية وعرض لأول مرة في 18 مارس، 2013. تلقى مراجعات إيجابية ونسب مشاهدة عالية، مما دفع القناة في 8 أبريل، 2013 إلى تجديده لموسم ثاني متكون من 10 حلقات بدء عرضه في 3 مارس، 2014. وعرض الموسم الثالث في 9 مارس 2015. تم التجديد للمسلسل في 15 يونيو 2015 إلى موسم رابع وخامس، يعرضان في 2016 و 2017 على التوالي.

## طاقم التمثيل والشخصيات

### الشخصيات الرئيسية
- فيرا فارميغا بدور نورما بيتس
- فريدي هايمور بدور نورمان بيتس
- ماكس ثيريوت بدور ديلان ماسيت
- أوليفيا كوك بدور إيما ديكودي
- نيستور كاربونيل بدور الشريف اليكس روميرو (شخصية ثانوية في الموسم 1، رئيسية في الموسم 2)

### الشخصيات الثانوية
- نيكولا بيلتز بدور برادلي مارتن
- مايك فوجل بدور النائب زاك شيلبي، نائب شريف وايت باين باي
- كيغان كونور تريسي بدور بلير واتسون، مدرسة في الثانوية الي يدرس فيها نورمان
- إيان هارت بدور ويل ديكودي
- جيري بيرنز بدور جيك أبيرناثي
- جورج إيرل براون بدور كيث سامرز، المالك السباق للنزل
- جيليان فارغي بدور ماغي سامرز
- إيان تريسي بدور ريمو
- كفين سانتوس بدور براين
- تيري تشن بدور إيثان
- هيرو كاناغاوا بدور الدكتور كوراتا
- ريتشارد هارمون بدور ريتشارد سليمور
- بريتني ويلسون بدور ليسا
- كينان تريسي بدور جنر
- ديانا بانغ بدور جياو
- مايكل فارتان بدور جورج، شقيق كريستين، ومطلق حديثاً (الموسم 2)
- كيني جونسون بدور كاليب، شقيق نورما وخال نورمان وديلان (الموسم 2)
- ريبيكا كريسكوف بدور كريستين، شقيقة جورج (الموسم 2)
- عاليه اوبراين بدور ريجينا
- بالوما كويتكووسكي بدور كودي برينان، فتاة جميلة تصبح صديقة نورمان
- مايكل أونيل بدور نيك فورد، أحد رؤساء تجارة المخدرات في البلدة ووالد بلير واتسون
- مايكل إكلوند بدور زين مورغان، محكوم سابق.

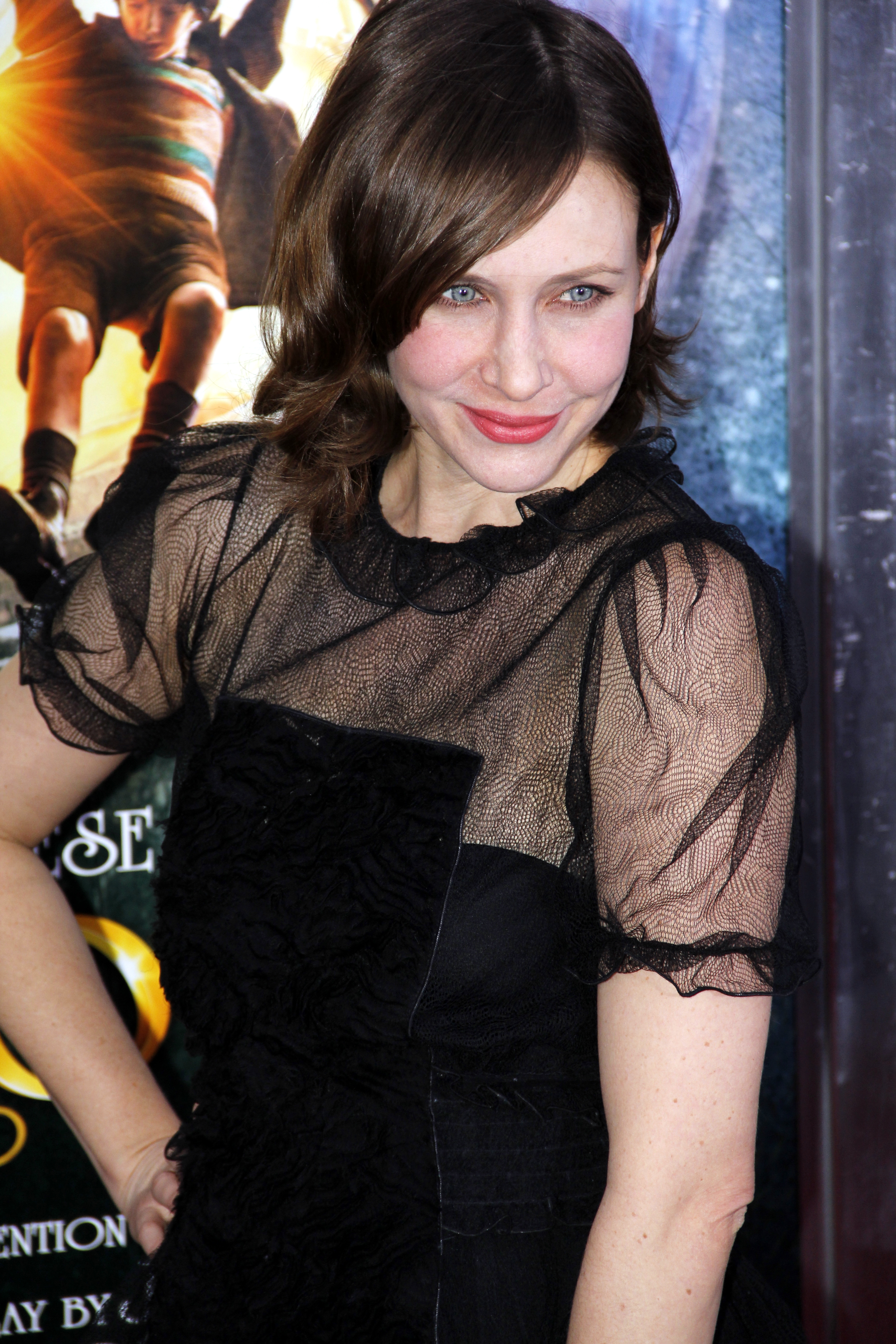
فيرا فارميغا (نورما بيتس)
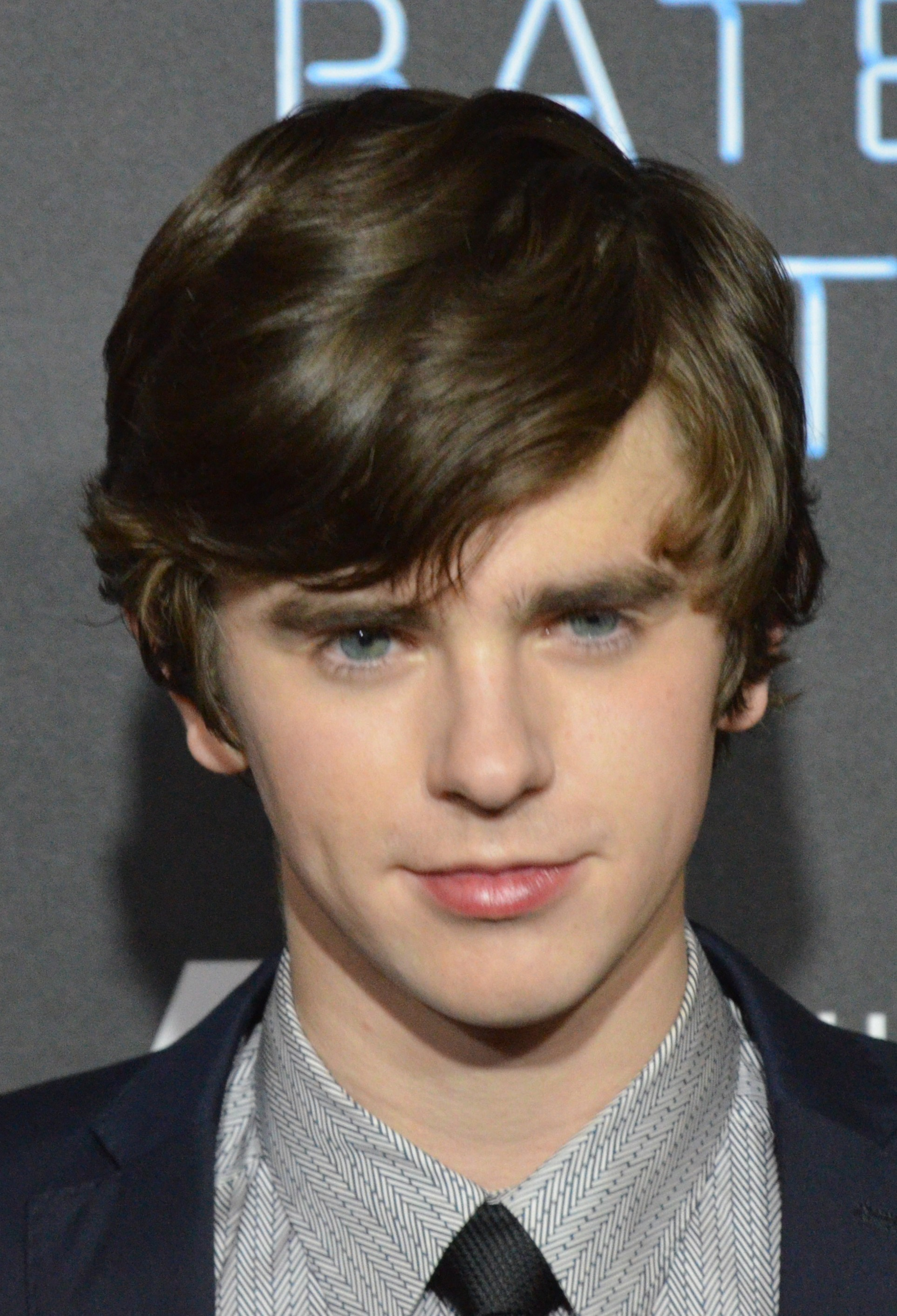
فريدي هايمور (نورمان بيتس)

## حلقات
| الموسم | الموسم | الحلقات | تاريخ البث الأصلي | تاريخ البث الأصلي | تاريخ إصدار أقراص دي في دي وBlu-ray Disc | تاريخ إصدار أقراص دي في دي وBlu-ray Disc | تاريخ إصدار أقراص دي في دي وBlu-ray Disc |
| الموسم | الموسم | الحلقات | بداية الموسم      | نهاية الموسم      | المنطقة 1                                | المنطقة 2                                |                                          |
| ------ | ------ | ------- | ----------------- | ----------------- | ---------------------------------------- | ---------------------------------------- | ---------------------------------------- |
|        | 1      | 10      | 18 مارس 2013      | 20 مايو 2013      | 17 سبتمبر 2013                           | 3 فبراير 2014                            |                                          |
|        | 2      | 10      | 3 مارس 2014       | لاحقاً             | لاحقاً                                    | لاحقاً                                    |                                          |

## الإنتاج
صرحت كارلتون كيوز أن مسلسل الدراما "Twin Peaks" كان مصدر إلهام رئيسي لنزل بيتس، قائلة: نحن تقريباً سرقنا "Twin Peaks"... إذا أردت ذلك الاعتراف، فالجواب هو نعم. لقد احببت ذلك المسلسل. هم صنعوا فقط 30 حلقة. أنا وكيري [إيرين] فكرنا في عمل ال70 حلقة الناقصة."
صنعت نسخة تقليد للنزل الاصلي في موقع التصوير في ألدرغروف، في الشارع 272. النزل الاصلي موجود في استوديوهات يونيفرسال في هوليوود، لوس أنجلوس. كاتب المسلسل بيل بالاس مصاب بالتليف كيسي، وهذا كان ألهام لتعرض شخصية إيما ديكودي لنفس المرض.

## الإستقبال

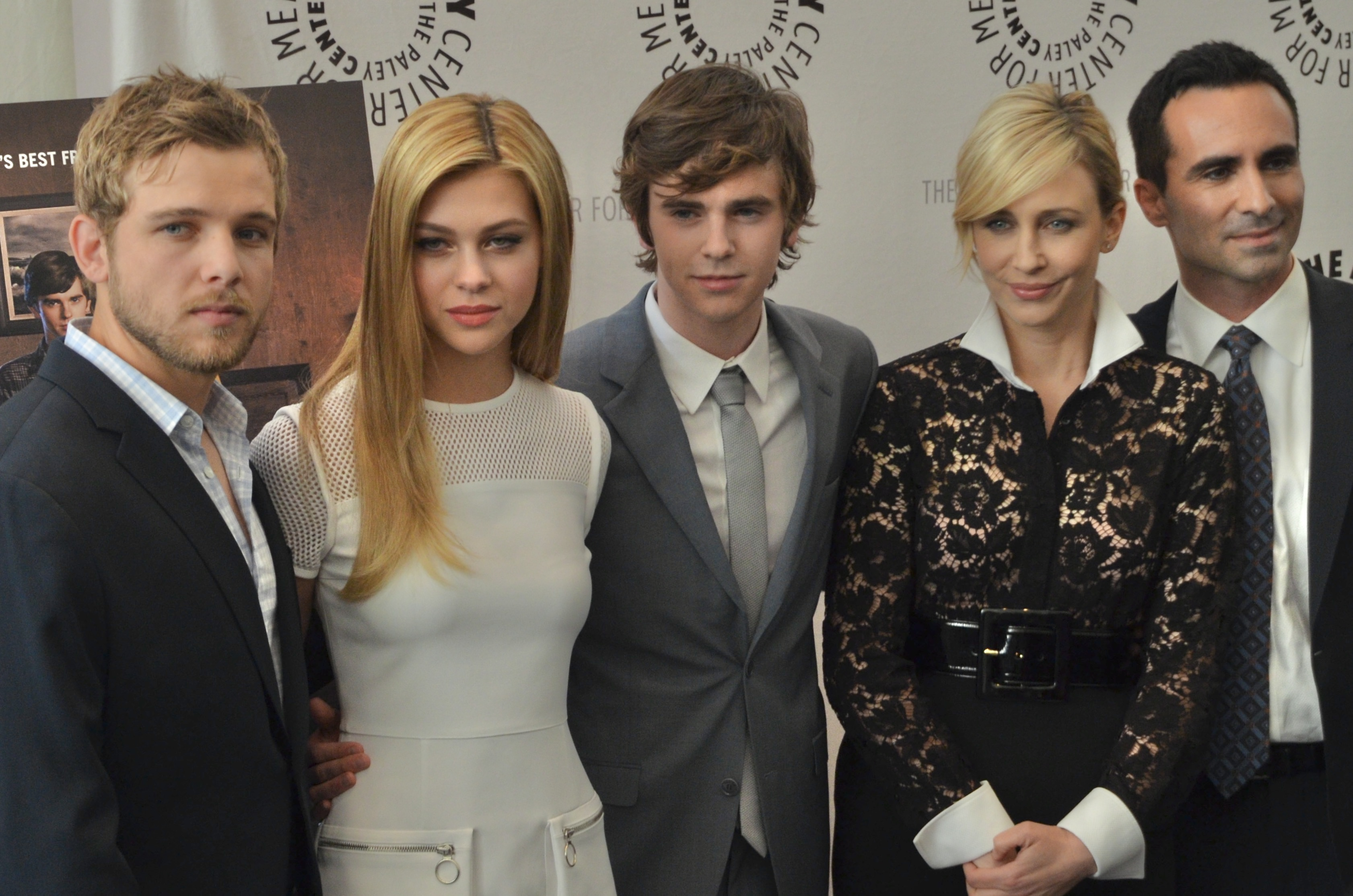
طاقم مسلسل نزل بيتس

الموسم الأول من نزل بيتس حصل على تقييم 66 على ميتاكريتيك. على موقع الطماطم الفاسدة 81% من 37 نقاد أعطوا الموسم الأول مراجعة إيجابية. الإجماع النقدي للموقع كان: «نزل بيتس يستخدم التلاعب بالعقل وتكتيكات خوف مشوقة، فوق شخصيات حادة باستمرار وعلاقات عائلية غريبة بشكل رائع.» في ليلة عرضه الحلقة الأولى، وصل عدد المشاهدين إلى 3 مليون، مما جعله أكثر مسلسل دراما مشاهدة في تاريخ قناة A&E. رشحت فيرا فارميغا لجائزة إيمي لأفضل ممثلة رئيسية في مسلسل درامي.

## جوائز وترشيحات
| السنة | المقدم                      | فئة                       | المرشح (ون)  | نتيجة |
| ----- | --------------------------- | ------------------------- | ------------ | ----- |
| 2013  | جوائز اختيار نقاد التلفزيون | أفضل ممثلة في مسلسل درامي | فيرا فارميغا | رُشِّح   |
| 2013  | جائزة إيمي                  | أفضل ممثلة في مسلسل درامي | فيرا فارميغا | رُشِّح   |
| 2013  | جوائز جمعية نقاد التلفزيون  | إنجاز فردي في الدراما     | فيرا فارميغا | رُشِّح   |

## البث حول العالم
| البلد               | تاريخ بدء البث  |
| ------------------- | --------------- |
| الأرجنتين           | 8 يوليو، 2013   |
| أستراليا            | 26 مايو، 2013   |
| البرازيل            | 4 يوليو، 2013   |
| تشيلي               | 20 يوليو، 2013  |
| كولومبيا            | 8 يوليو، 2013   |
| الدنمارك            | 4 يونيو، 2013   |
| جمهورية الدومينيكان | 8 يوليو، 2013   |
| فرنسا               | 25 أكتوبر، 2013 |
| ألمانيا             | 11 سبتمبر، 2013 |
| المجر               | 4 أكتوبر، 2013  |
| جمهورية أيرلندا     | 12 سبتمبر، 2013 |
| إسرائيل             | 9 مايو، 2013    |
| إيطاليا             | 13 سبتمبر، 2013 |
| المكسيك             | 8 يوليو، 2013   |
| النرويج             | 10 أبريل، 2013  |
| بنما                | 8 يوليو، 2013   |
| بولندا              | 14 أبريل، 2013  |
| جنوب إفريقيا        | 21 يونيو، 2013  |
| السويد              | 4 يونيو، 2013   |
| تايلاند             | 8 أكتوبر، 2013  |
| المملكة المتحدة     | 12 سبتمبر، 2013 |

## روابط خارجية
- الموقع الرسمي
- نزل بيتس على موقع IMDb (الإنجليزية)
- نزل بيتس على موقع ميتاكريتيك (الإنجليزية)
- نزل بيتس على موقع روتن توميتوز (الإنجليزية)
- نزل بيتس على موقع نتفليكس (الإنجليزية)
- نزل بيتس على موقع كينوبويسك (الروسية)
- نزل بيتس على موقع ألو سيني (الفرنسية)
- نزل بيتس على موقع قاعدة بيانات الفيلم (الإنجليزية)